# Rallen
Die Rallen (Rallidae) sind eine Familie der Kranichvögel (Gruiformes). Sie umfassen je nach wissenschaftlicher Auffassung zwischen 131 und 165 Arten. Davon sind mindestens 26 Arten seit dem Jahr 1500 ausgestorben. Ungewöhnlich viele Rallenarten sind auf ozeanischen Inseln endemisch und haben dort ihre Flugfähigkeit verloren.

## Merkmale

### Aussehen
Rallen sind kleine bis mittelgroße Bodenvögel, der Körper der Vögel ist schmal und wirkt zusammengedrückt. Die Wirbelsäule ist sehr beweglich, wodurch im Zusammenspiel mit den langen Zehen ihre Lebensweise als Schlüpfer in sehr dichter Vegetation auf oft wenig tragfähigem Untergrund ermöglicht wird. Die Größe liegt zwischen 12 cm und 63 cm, das Gewicht zwischen 20 g und 3 kg. Die kleinste Art ist die amerikanische Schieferralle, die größte die neuseeländische Takahē. In die Familie der Rallen zählt mit der Atlantisralle auch der kleinste flugunfähige Vogel der Welt; sie hat eine Körperlänge von 13 bis 15 cm.
Bei den Gefiederfärbungen überwiegen braune, graue und schwarze Farben, doch sind viele Rallen auch sehr auffällig, mit bunten und irisierenden Gefiederteilen gefärbt. Das wasserabweisende Gefieder ist weich und locker. Bei einigen Gattungen fällt ein meist grell gefärbtes Stirnschild auf. Die meisten Arten weisen keinen oder einen nur gering ausgeprägten Geschlechtsdimorphismus in Bezug auf Größe, Gewicht und Gefiederfärbung auf. Männchen sind meistens etwas größer als Weibchen, der Unterschied ist aber in der Regel so geringfügig, dass er feldornithologisch nicht nutzbar ist. Nur bei wenigen Vertretern der Familie unterscheiden sich die Geschlechter deutlich. Dazu gehören vor allem Inselformen.

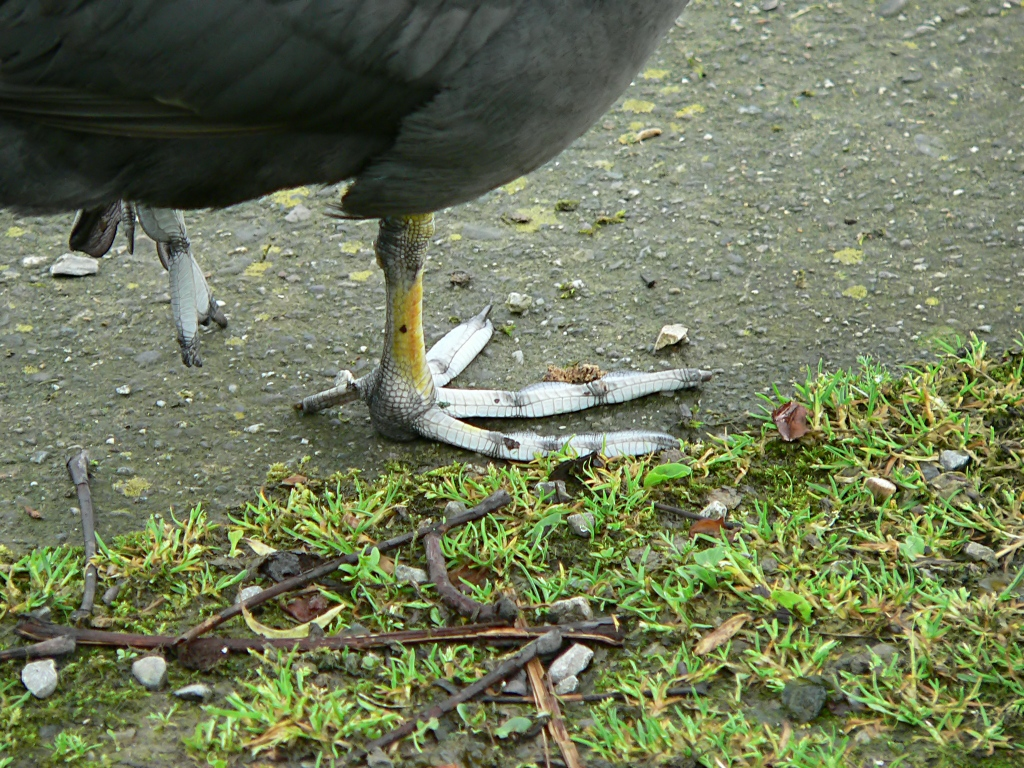
Zehen des Blässhuhns

Die vier Zehen des anisodaktylen Fußes sind lang, bei einigen Arten sogar überlang. Mit den langen Zehen finden Rallen auch auf schlammigem Untergrund und auf schwimmender Vegetation Halt. In Anpassung an ihren aquatischen Lebensraum haben einige Arten Schwimmlappen an den Zehen ausgebildet. Die Beine sind häufig auffällig gefärbt.
Die Schnabelformen sind in Anbetracht der unterschiedlichen Ernährungsgewohnheiten sehr variabel. Arten, die sich vorwiegend carnivor ernähren, haben meist relativ lange, spitze und schmale Schnäbel, die im letzten Drittel leicht nach unten gebogen sind; die Schnäbel sich bevorzugt omnivor oder vegetarisch ernährender Arten sind kürzer und kräftiger und zuweilen auch auffallend hoch. Die Nasenöffnungen vieler Rallen haben Klappen, die sich beim Eintauchen des Schnabels ins Wasser oder in das Substrat reflektorisch schließen. Die gut ausgebildeten Schleimzellen der Riechhöhle sowie das große Riechhirn deuten auf ein gut entwickeltes Geruchsvermögen der Rallen hin. Eine Bürzeldrüse ist bei allen Arten ausgebildet, einige halophile beziehungsweise halotolerante Arten weisen Salzdrüsen auf.
Die flugfähigen Rallen haben meist elf Handschwingen, bei den flugunfähigen trat eine Reduzierung bis auf acht ein. Die Flügel sind relativ kurz und abgerundet. Die wenigsten Rallen fliegen gerne, meist flüchten sie laufend und verstecken sich im dichten Unterwuchs ihrer Lebensräume. Auch wenn Störungen sie zum Auffliegen zwingen, lassen sie sich sehr schnell wieder in eine Deckung fallen. Dennoch sind einige Rallen ausgesprochene Langstreckenzieher, die in der Regel bodennah, schnell und ausdauernd fliegen. Abrupte Steuermanöver sind ihnen aber auf Grund des kurzen Schwanzes nicht möglich. Alle Rallen wechseln ihr Gefieder in einer Vollmauser im Anschluss an die Brutzeit.
Flugunfähig sind 32 Arten, die allesamt Inselendemiten sind. Bei diesen ist die Flugmuskulatur im Laufe der Evolution verkümmert, da die Flugfähigkeit wegen der Abwesenheit von Prädatoren nicht mehr genutzt wurde. Der kurze Schwanz weist zwischen 6 und 16 Steuerfedern auf. Vor allem bei flugunfähigen Arten kann er sehr kurz sein.

### Stimme
Rallen sind sehr ruffreudige Vögel, die über ein vielfältiges Stimmrepertoire verfügen. Häufig handelt es sich dabei um einsilbige, schnarrende beziehungsweise knarrende Laute, die oft stundenlang, vornehmlich in den Dämmerungs- und Nachtstunden vorgetragen werden. Auch einsilbige, sogenannte Explosivlaute sind von Vertretern der Familie häufig zu hören. Die Anwesenheit von Rallen ist oft nur über ihre Stimme festzustellen.

## Verbreitung und Lebensraum

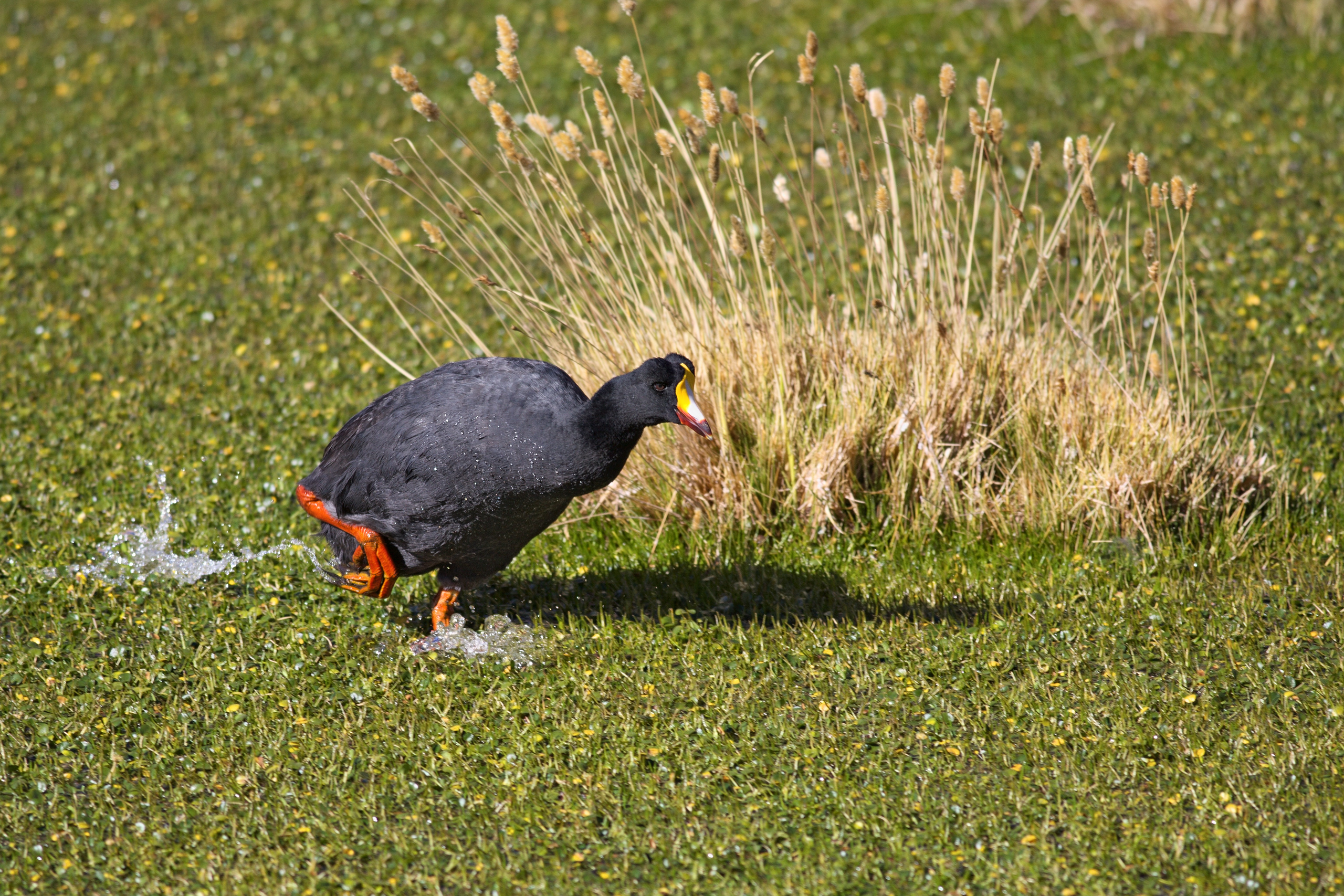
Riesenblässhuhn in den Anden Chiles

Die Rallen sind bis auf die Antarktis und die Arktis weltweit verbreitet. Der Schwerpunkt ihrer Verbreitung liegt in den tropischen und subtropischen Gebieten Afrikas und Asiens, doch drangen einige Arten bis in subpolare Bereiche sowohl der nördlichen, wie auch der südlichen Hemisphäre vor. Außerdem hat die Familie trotz ihrer bescheiden anmutenden Flugfähigkeiten sehr viele, darunter auch extrem küstenferne Inseln in allen Ozeanen der Welt besiedelt. Auf diesen bildeten sich rasch endemische Arten aus; einige unter ihnen verloren ihre Flugfähigkeit. In Europa brüten 9 Arten.
Die Mehrzahl der Rallen lebt am Wasser, in Wassernähe, oder zumindest in feuchten Biotopen, doch konnten die anpassungsfähigen Vögel auch trockenere, wasserferne Habitate besiedeln. Extreme Trockengebiete sowie Wüsten werden jedoch immer gemieden. Auch gelang es einigen, wie zum Beispiel dem Riesenblässhuhn (Fulica gigantea), Bruträume in großen Höhen (4000 m und mehr) zu besetzen. Aber auch der Wachtelkönig kommt in seinen zentralasiatischen Verbreitungsgebieten in Höhen bis zu 3000 m vor. Gemeinsam ist den Lebensräumen der Rallen ein dichter, zumindest kniehoher Bodenbewuchs, auch wasserbewohnende Arten bevorzugen Bereiche, an denen die freie Wasserfläche an dichtbewachsene Uferzonen grenzt.

## Lebensweise

### Aktivität
Die meisten Rallen sind versteckt lebende Einzelgänger. Vor allem außerhalb der Brutzeit bilden manche Rallenarten auch große Verbände, so können Blässhühner in Gruppen von bis zu 10.000 Individuen leben.
Rallen sind vor allem dämmerungsaktiv. In der Regel ruhen sie nachts, doch sind viele Arten auch in mondhellen Nächten unterwegs. Auch die Zugvögel unter den Rallen ziehen bevorzugt nachts. So entgehen sie leichter Greifvögeln, denen sie als relativ ungeschickte Flieger schlecht ausweichen könnten. Es gibt einige Rallenarten, die vor allem nachts rufen; auch diese Arten zeigen aber am Tage die größere Aktivität. Keine Rallenart ist wirklich überwiegend nachtaktiv.
Zum Ruhen ziehen sich Rallen meistens in den Schutz dichter Vegetation zurück. Einige waldbewohnende Rallen suchen hierfür auch das Geäst der Bäume auf.

### Ernährung
Rallen sind Allesfresser. Es gibt keine sich ausschließlich pflanzlich oder tierisch ernährenden Arten. Viele sind Opportunisten, die jede gerade verfügbare Nahrung nehmen. Bei manchen überwiegt aber ein bestimmter Teil der Nahrung. Arten mit langen, dünnen Schnäbeln stochern im schlammigen Grund nach Würmern und Samen. Arten mit kurzen, unspezialisierten Schnäbeln fressen vom Boden oder von der Wasseroberfläche. Besonders kräftige Schnäbel sind geeignet, Wurzeln und Knollen auszugraben.
An pflanzlicher Nahrung werden alle grünen Pflanzenteile, Wurzeln, Samen und in geringerem Umfang auch Früchte gefressen. Zu der tierischen Nahrung gehören Würmer, Mollusken, Krebs- und Spinnentiere sowie Insekten und deren Larven. Größere Rallen können auch kleine Fische, Frösche oder Kaulquappen fressen.
Alle Rallen schlucken Gastrolithen. Hauptsächlich pflanzenfressende Arten nehmen diese in besonders großen Mengen auf.

### Fortpflanzung

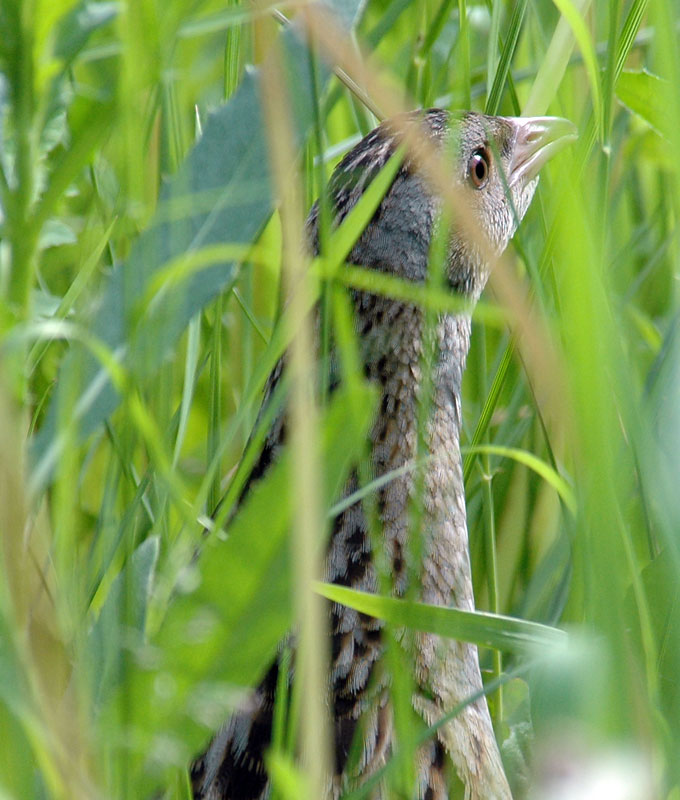
Der Wachtelkönig hat eine abweichende, polygyne Fortpflanzungsstrategie

Die häufigste Fortpflanzungsstrategie bei Rallen ist die Monogamie. Die Rallen sind für zumindest eine Brutzeit, manchmal auch für mehrere Jahre, an einen Partner gebunden. Nur von fünf Arten, darunter auch der in Europa lebende Wachtelkönig, ist Polygamie bekannt. Die im Folgenden beschriebene Fortpflanzung trifft auf die meisten Rallen zu; einige bemerkenswerte Ausnahmen werden am Ende des Abschnitts genannt.
Zur Balz werden Männchen besonders ruffreudig. Wird ein Weibchen angelockt, kommt es zu einer Balzzeremonie, die bei den meisten Arten allerdings wenig ausgeprägt ist. Hierzu gehört gegenseitiges Putzen, das Überreichen von Nahrung oder ein gegenseitiges Jagen als Vorspiel zur Kopulation. Aufwändigere Gesten gibt es bei einigen Arten wie der Wasserralle, bei der das Männchen zur Balz den Kopf senkt, den Schwanz aufstellt und die Flügel ausbreitet. Während die Balz bei manchen Arten auf dem Wasser stattfinden kann, wird die Begattung immer an Land vollzogen.
Das Nest wird aus allen zur Verfügung stehenden Pflanzenteilen errichtet. Es ist für gewöhnlich in dichter Vegetation verborgen. Diese wird dann auch noch niedergetreten oder herabgezogen, um das Nest mit einem Dach wirksamer zu verdecken. Einige Arten bauen treibende Nester auf dem Wasser. Bemerkenswert ist hier das Riesenblässhuhn, das 3 bis 4 m große Flöße baut, die bis zu 50 cm aus dem Wasser ragen können.
Es werden 5 bis 10, bei einigen kleinen Arten sogar bis zu 19 Eier gelegt. Diese werden 13 bis 20 Tage bebrütet. Beide Partner brüten und beteiligen sich an der Jungenaufzucht, der Anteil des Weibchens an diesen Aufgaben ist jedoch in der Regel größer. Die Jungen sind Nestflüchter. Nach spätestens drei Tagen verlassen sie das Nest, kehren aber nachts oft noch zurück. Da ihre Körper anfangs leicht auskühlen, sind sie auf die Wärme eines Elternvogels angewiesen. In den ersten Lebenstagen werden junge Rallen noch gefüttert, erst nach einer Woche oder später beginnen sie selbständig zu fressen. Mit vier bis acht Wochen werden Rallen flügge. Die Beine wachsen bei jungen Rallen besonders schnell und wirken daher besonders überproportioniert. Dagegen wachsen die Flügel am langsamsten.
In der Regel werden die Jungrallen schließlich von den Elternvögeln vertrieben. Bei manchen Arten bleiben sie auch im Familienverbund, um bei einer folgenden Brut und Jungenaufzucht zu helfen.
Es gibt einige bemerkenswerte Ausnahmen von der monogamen Fortpflanzung. So ist der Wachtelkönig polygyn; Männchen paaren sich mit mehreren Weibchen in den einander überlappenden Revieren und bleiben mit einem von diesen bis zum Ende der Brutzeit zusammen, während die anderen begatteten Weibchen ihre Jungen allein aufziehen. Umgekehrt herrscht beim afrikanischen Graukehl-Sumpfhuhn Polyandrie – hier ist das Weibchen bei der Balz der aktivere Partner, bei Brut und Jungenaufzucht beteiligt es sich hingegen überhaupt nicht, sondern überlässt diese Aufgaben ganz dem Männchen. Beim australischen Papua-Teichhuhn brüten bis zu sieben Individuen gemeinsam; Männchen paaren sich mit jedem Weibchen der Gruppe, und alle Weibchen legen ihre Eier in ein gemeinsames Nest. Eine vergleichbare Fortpflanzungsstrategie findet sich bei den asiatisch-australischen Populationen des Purpurhuhns, während diese Art in den anderen Teilen ihres Verbreitungsgebiets monogam lebt.
Weiterhin bemerkenswert ist die Kastanienralle Neuguineas. Sie lebt zwar in Monogamie, legt aber nur ein einziges Ei, das überproportional groß ist und außerordentlich lange (34 bis 37 Tage) bebrütet wird.

## Evolution und Systematik

### Stammesgeschichte
Die molekulare Uhr spricht für eine Trennung der Rallen von den anderen Kranichvögeln vor etwa 86 Millionen Jahren während der Oberkreide, die ältesten Fossilfunde sind jedoch viel jünger. Fragmentarische fossile Überlieferungen gibt es bereits aus dem Eozän, diese lassen sich aber nicht zweifelsfrei den Rallen zuordnen. Sicher gelingt dies erst ab dem Oligozän. Belgirallus oligocaenus aus dem frühen Oligozän ist das älteste bekannte sicher den Rallen zuzuordnende Fossil. Aus dem Pliozän und Pleistozän sind bereits viele Vertreter der rezenten Gattungen bekannt.

### Systematik
Rallen werden den Kranichvögeln (Gruiformes) zugeordnet. Da die Vertreter dieser Ordnung so verschiedengestaltig sind, wurde die Zusammengehörigkeit in der Vergangenheit öfter angezweifelt; Rallen wurden daher auch in eine eigene Ordnung Ralliformes gestellt oder sogar den Regenpfeiferartigen zugeordnet. Die Verwandtschaft zwischen Rallen und Kranichen gilt heute jedoch wissenschaftlich als erwiesen. Die wahrscheinliche Schwestergruppe der Rallen sind die Binsenrallen (Heliornithidae), und dieses gemeinsame Taxon ist wiederum dicht verwandt mit Kranichen, Trompetervögeln und Rallenkranichen.
Traditionell wurden Rallen in drei Unterfamilien geteilt: die "echten" Rallen (Rallinae), die Teich- und Sumpfhühner (Gallinulinae) und die Blässhühner (Fulicinae). Die Zuordnung erfolgte gemäß der Lebensweise: Überwiegend landbewohnende Rallen wurden den Rallinae zugeschlagen, wasserbewohnende den Fulicinae, und die Gallinulinae stellten einen Übergang zwischen beiden dar. Diese Unterteilung spiegelt die tatsächlichen Verwandtschaftsverhältnisse jedoch nicht wider.

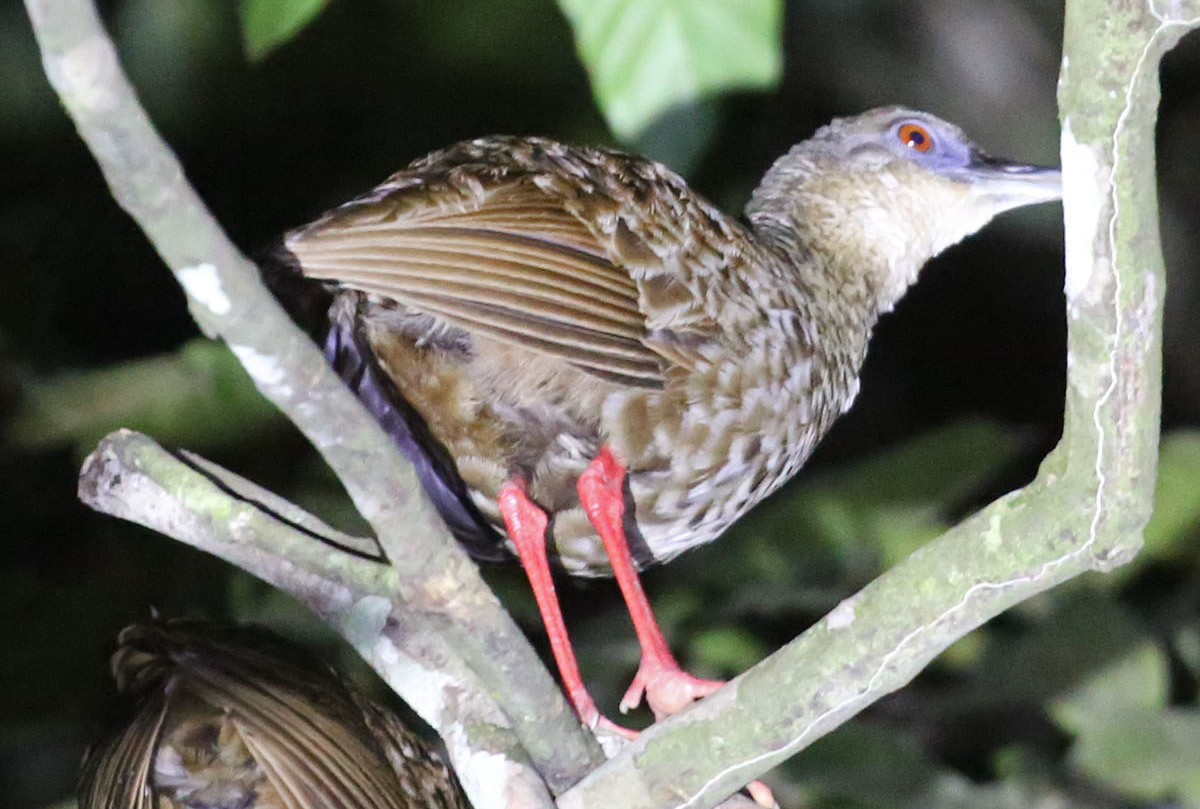
Rotfußralle (Himantornis haematopus)

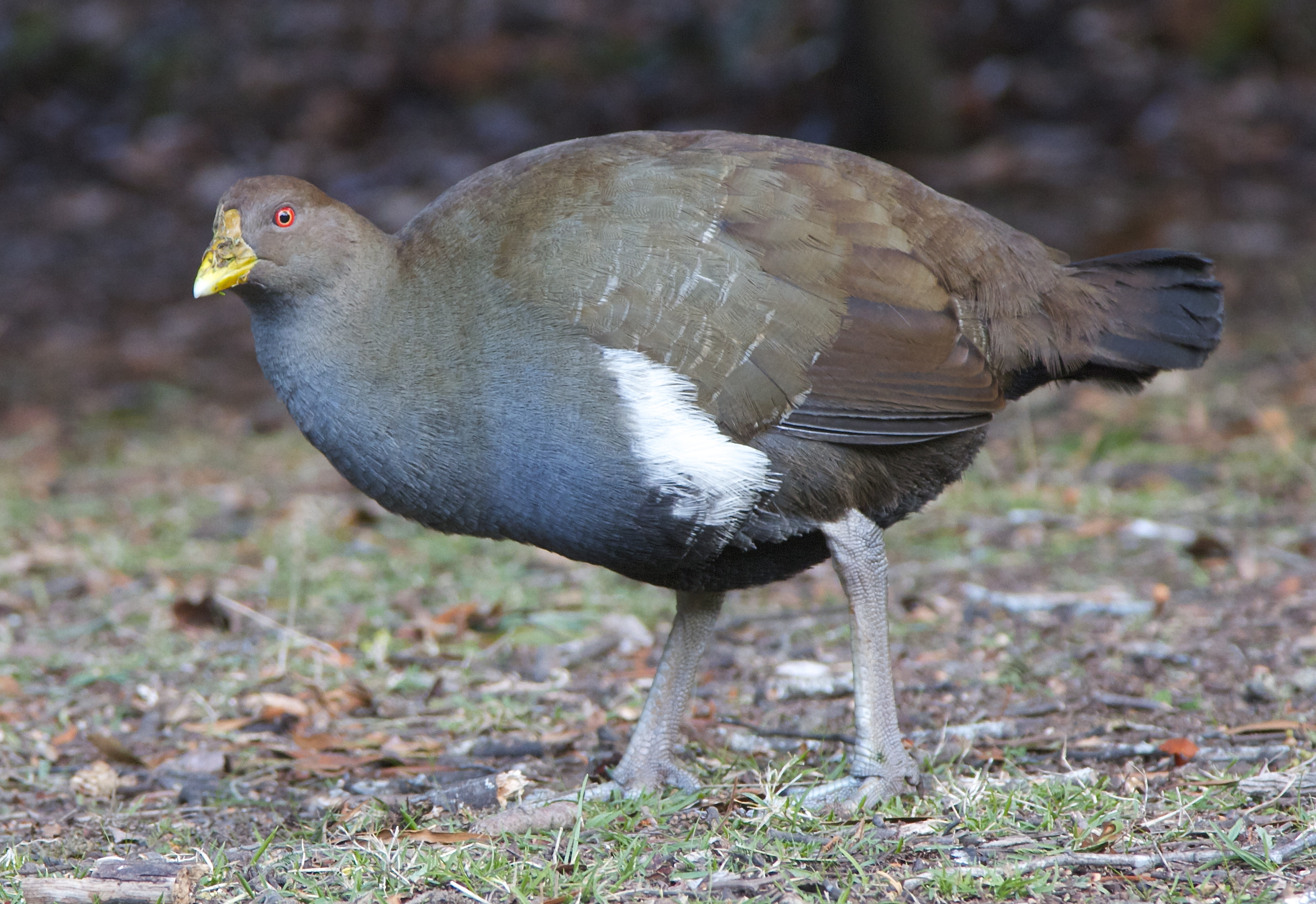
Tasmanisches Pfuhlhuhn (Tribonyx mortierii)

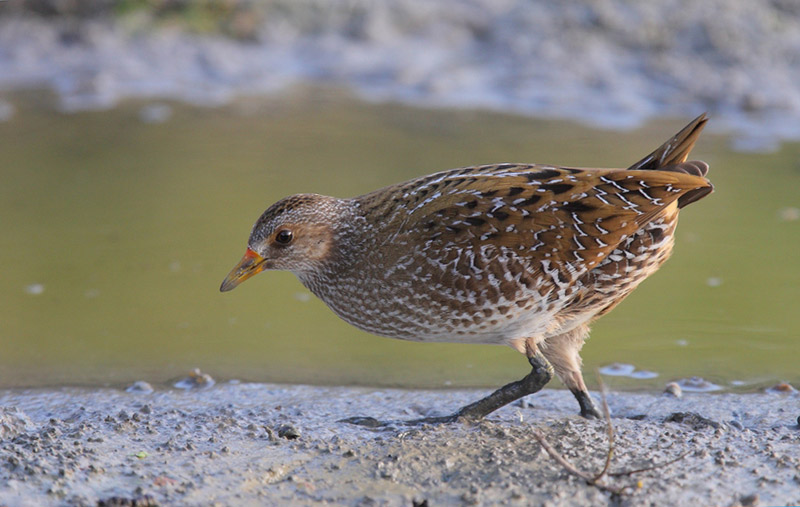
Tüpfelsumpfhuhn (Porzana porzana)

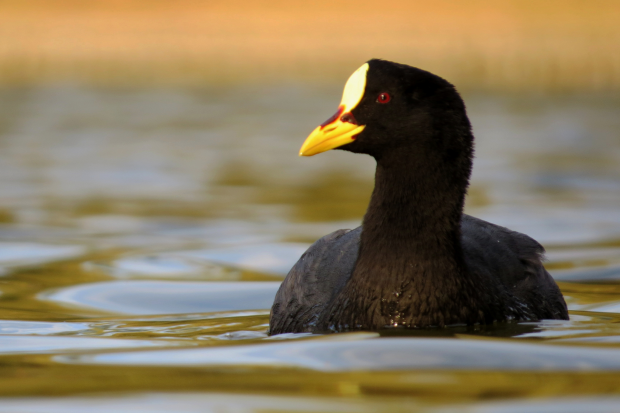
Gelbschnabel-Blässhuhn (Fulica armillata)

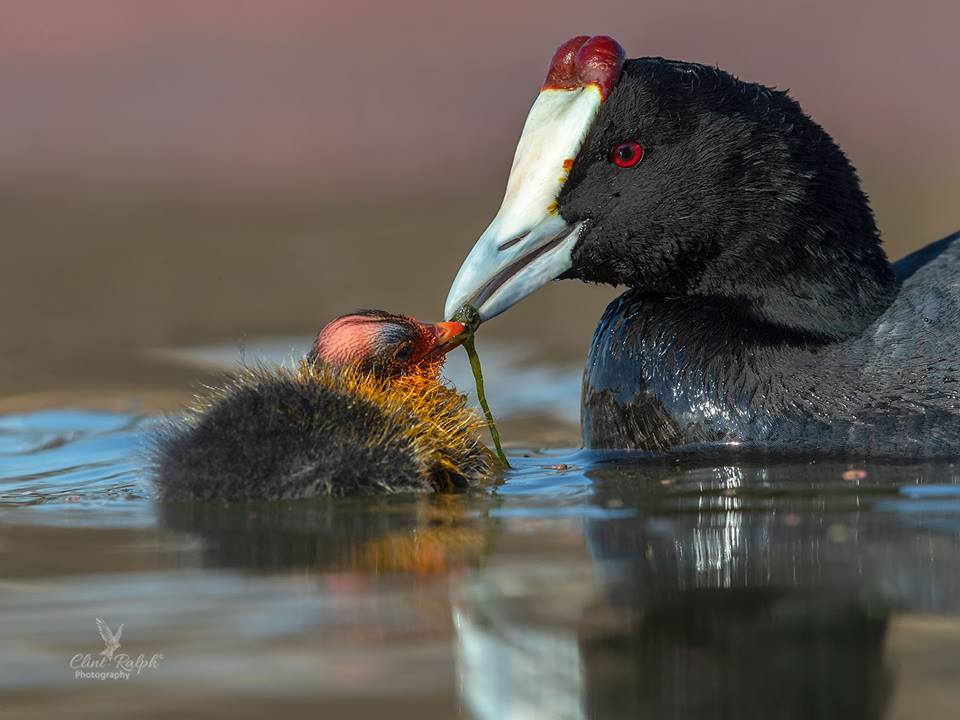
Kammblässhuhn (Fulica cristata)

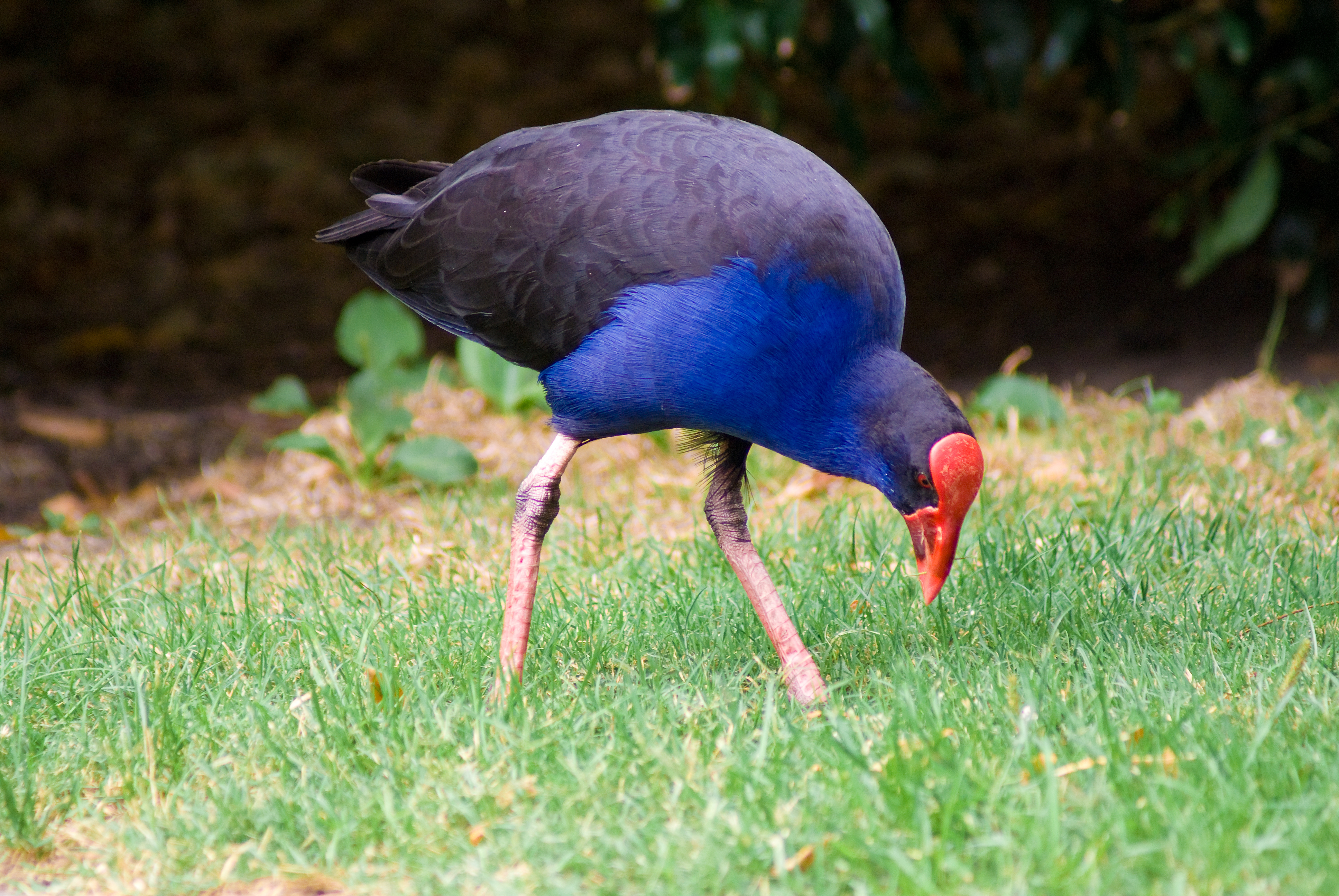
Purpurhuhn (Porphyrio porphyrio)

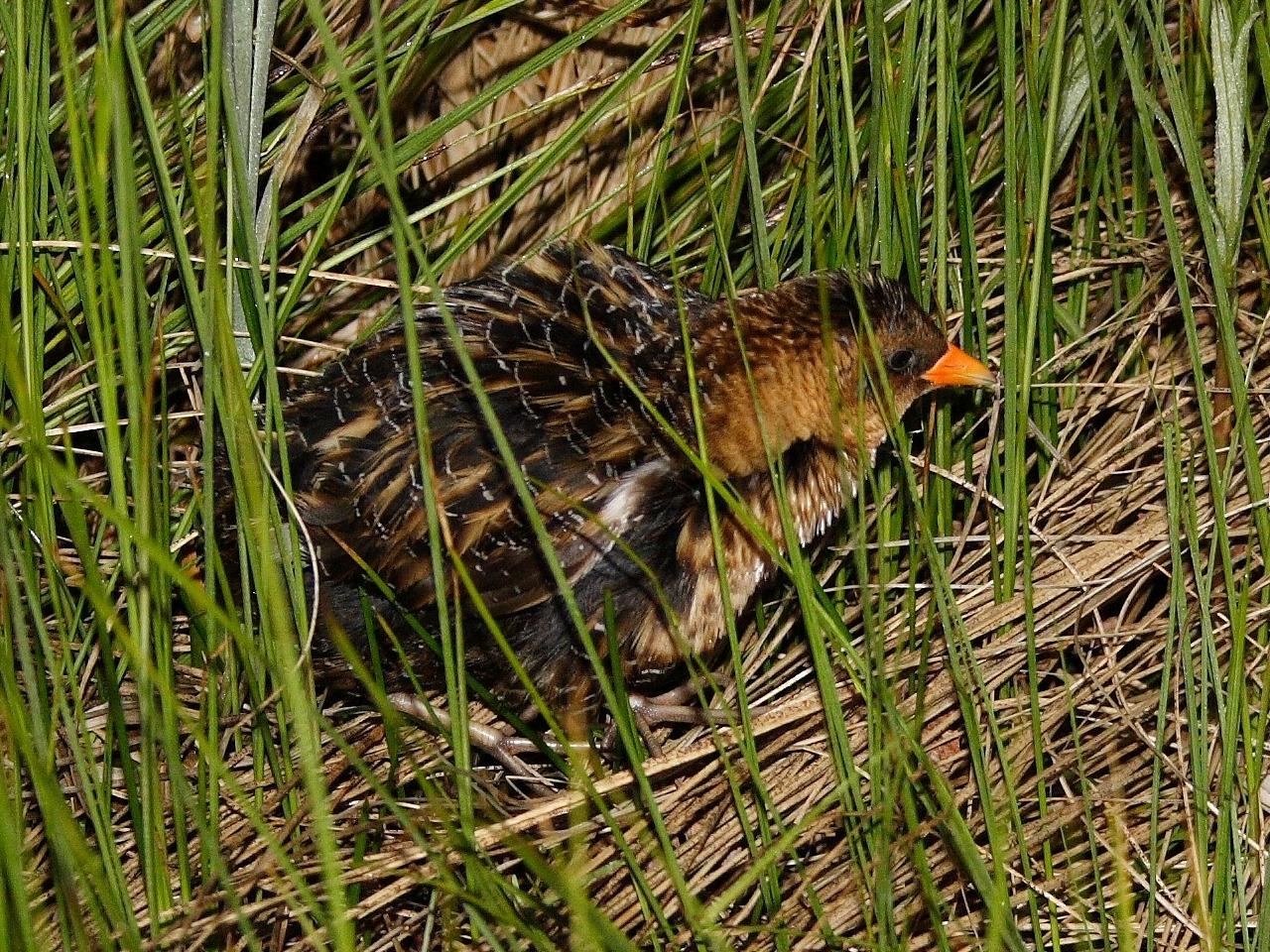
Gelbralle (Coturnicops noveboracensis)

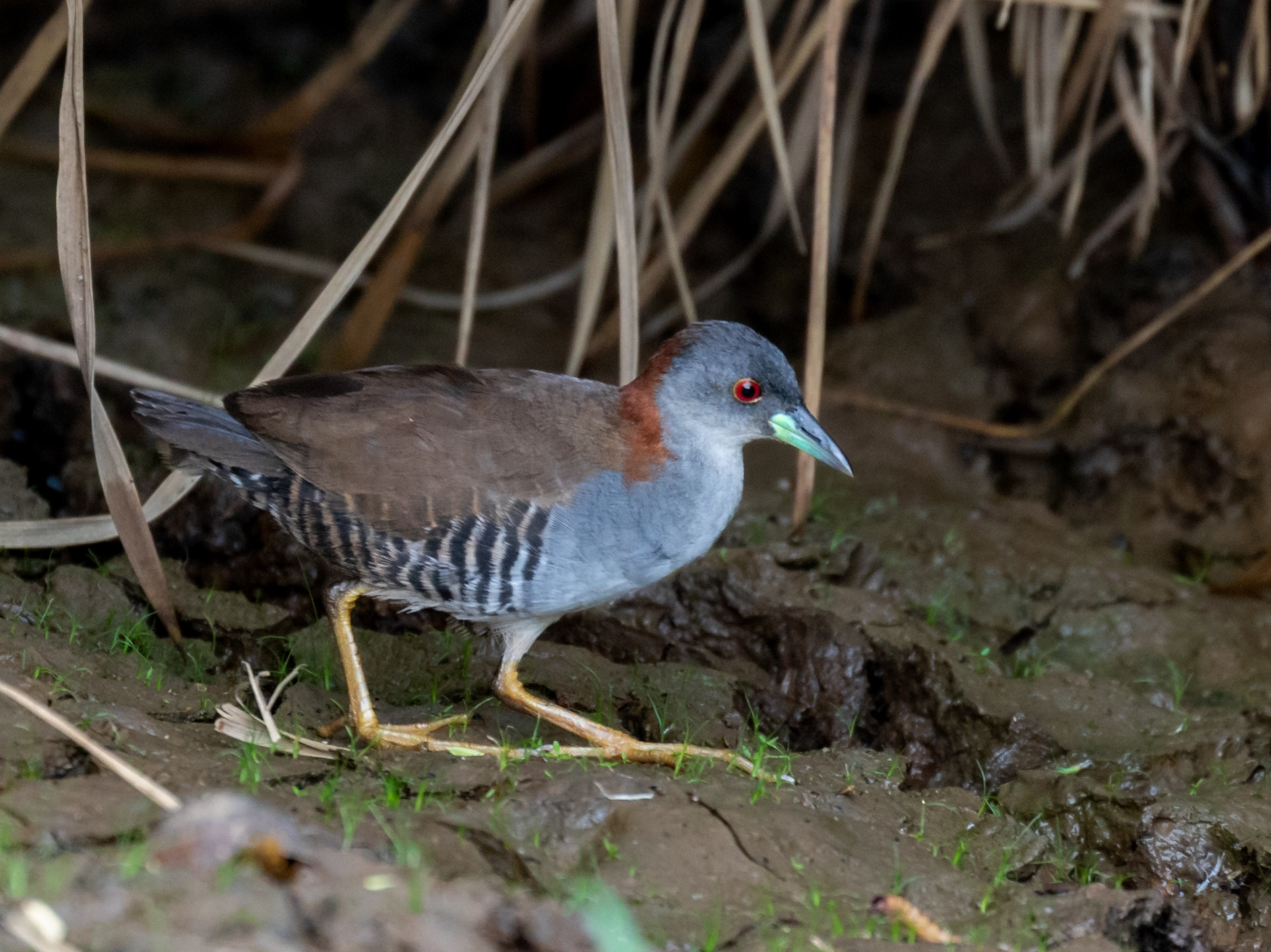
Amazonasralle (Laterallus exilis)

Im Jahr 1973 stellte Storrs Olson fest, dass die afrikanische Rotfußralle (Himantornis haematopus) eine morphologisch besonders abweichende Art ist, die in vielen Merkmalen eher den Trompetervögeln als anderen Rallen gleicht; er stellte für sie daher eine eigene Unterfamilie Himantornithinae auf, die er allen anderen Rallen gegenüberstellte. Dagegen sahen Sibley und Ahlquist in der ebenfalls afrikanischen Gattung Sarothrura eine besonders ursprüngliche Gattung und stellten sie ganz außerhalb der Rallen in die Familie Sarothruridae, was 2008 durch Hackett und Kollegen in ihrer phylogenetischen Studie bestätigt wurde. Die Analysen von Livezey gaben hingegen wieder der Rotfußralle die Sonderstellung und sahen alle anderen Rallen als monophyletisch an; die Gattung Himantornis wäre demzufolge nicht bei den Rallen einzuordnen.
Die folgenden Gattungen und Arten werden für gewöhnlich zu den Rallen gezählt. Die Auflistung folgt der World Bird List der Internationalen Ornithologischen Union, mit der Zuordnung nach Unterfamilien und Tribus nach Kirchman et al. Hinzugefügt wurden einige ausgestorbene Arten:
- Unterfamilie Himantornithinae
  - Tribus Himantornithini
    - Himantornis
      - Rotfußralle (Himantornis haematopus), Afrika

  - Tribus Gymnocrecini
    - Gymnocrex
      - Rosenbergralle (Gymnocrex rosenbergii), Sulawesi
      - Rostschwingenralle (Gymnocrex plumbeiventris), Neuguinea, Molukken
      - Talaudralle (Gymnocrex talaudensis), Talaud-Inseln

  - Tribus Fulicini
    - Porphyriops
      - Maskenteichhuhn (Porphyriops melanops), Südamerika

    - Tribonyx
      - † Neuseeländisches Pfuhlhuhn (Tribonyx hodgenorum), Neuseeland
      - Tasmanisches Pfuhlhuhn (Tribonyx mortierii), Tasmanien
      - Rotfuß-Pfuhlhuhn (Tribonyx ventralis), Australien

    - Sumpfhühner (Porzana)
      - Tüpfelsumpfhuhn (Porzana porzana), Eurasien
      - Flusssumpfhuhn (Porzana fluminea), Australien
      - Carolinasumpfhuhn (Porzana carolina), Nordamerika

    - Paragallinula[8]
      - Zwergteichhuhn (Paragallinula angulata), Afrika

    - Teichhühner (Gallinula)
      - Blaustirn-Pfuhlhuhn (Gallinula silvestris), Makira
      - † Tristanteichhuhn (Gallinula nesiotis), Tristan da Cunha
      - Goughteichhuhn (Gallinula comeri), Gough-Insel
      - Teichhuhn (Gallinula chloropus), Eurasien, Afrika, Amerika
      - Papua-Teichhuhn (Gallinula tenebrosa), Indonesien, Neuguinea, Australien
      - Amerikateichhuhn (Gallinula galeata), Nord- und Südamerika
      - † Samoapfuhlhuhn (Gallinula pacifica), Savai'i

    - Blässhühner (Fulica)
      - Kammblässhuhn (Fulica cristata), Afrika
      - Blässhuhn (Fulica atra), Eurasien, Afrika, Australien
      - Hawaiiblässhuhn (Fulica alai), Hawaii
      - Indianerblässhuhn (Fulica americana), Nord-, Mittel- und Südamerika
      - Karibenblässhuhn (Fulica caribaea), Antillen
      - Weißflügel-Blässhuhn (Fulica leucoptera), Südamerika
      - Andenblässhuhn (Fulica ardesiaca), Südamerika
      - Gelbschnabel-Blässhuhn (Fulica armillata), Südamerika
      - Rotstirn-Blässhuhn (Fulica rufifrons), Südamerika
      - Riesenblässhuhn (Fulica gigantea), Südamerika
      - Rüsselblässhuhn (Fulica cornuta), Südamerika

  - Tribus Porphyrionini
    - Purpurhühner (Porphyrio)
      - Purpurhuhn (Porphyrio porphyrio), Eurasien, Afrika, Australien
      - Smaragdhuhn (Porphyrio madagascariensis), Madagaskar, Nildelta, Subsahara-Afrika
      - Südinseltakahe (Porphyrio hochstetteri), Südinsel
      - † Nordinseltakahe (Porphyrio mantelli), Nordinsel
      - Bronzesultanshuhn (Porphyrio alleni), Afrika
      - Zwergsultanshuhn (Porphyrio martinica), Nord-, Mittel- und Südamerika
      - Azursultanshuhn (Porphyrio flavirostris), Südamerika
      - † Lord-Howe-Purpurhuhn (Porphyrio albus), Lord-Howe-Insel
      - † Reunion-Purpurhuhn (Porphyrio coerulescens), Réunion
      - † Neukaledonien-Purpurhuhn (Porphyrio kukwiedei), Neukaledonien

  - Tribus Laterallini
    - Coturnicops
      - Mandschurenralle (Coturnicops exqusitus), Mandschurei
      - Gelbralle (Coturnicops noveboracensis), nördl. Nordamerika

    - Rufirallus
      - Indioralle (Rufirallus viridis), Südamerika
      - Rotmaskenralle (Rufirallus castaneiceps), Südamerika
      - Rotgesichtralle (Rufirallus xenopterus), Südamerika
      - Weißbrustralle (Rufirallus leucopyrrhus), Südamerika
      - Augenfleckenralle oder Schomburgkralle (Rufirallus schomburgkii), Südamerika

    - Laterallus
      - Darwinralle (Laterallus notatus), Südamerika
      - Fleckensumpfhuhn (Laterallus spiloptera), Südamerika
      - Gelbbrust-Sumpfhuhn (Laterallus flaviventer), Süd- und Mittelamerika
      - Rothalsralle (Laterallus melanophaius), Südamerika
      - Rubinralle (Laterallus ruber), Mittelamerika
      - Weißkehlralle (Laterallus albigularis), Süd- und Mittelamerika
      - Amazonasralle (Laterallus exilis), Südamerika
      - Schieferralle (Laterallus jamaicensis), Nord-, Mittel- und Südamerika
      - Juninralle (Laterallus tuerosi), Südamerika (nach IOC Unterart der Schieferralle Laterallus jamaicensis)
      - Galapagosralle (Laterallus spilonota), Galapagos
      - Venezuelaralle (Laterallus levraudi), Venezuela
      - Streifenbauchralle (Laterallus fasciatus), Südamerika
      - Atlantisralle (Laterallus rogersi), Inaccessible

  - Tribus Amaurornithini
    - Poliolimnas
      - Weißbrauen-Sumpfhuhn oder Weißbrauenralle (Poliolimnas cinereus), Südostasien, Neuguinea, Australien, ozeanische Inseln

    - Megacrex
      - Baumralle (Megacrex inepta), Neuguinea

    - Aenigmatolimnas
      - Graukehl-Sumpfhuhn (Aenigmatolimnas marginalis), Afrika

    - Gallicrex
      - Wasserhahn (Gallicrex cinerea), Süd-, Ost- und Südostasien

    - Amaurornis
      - Isabell-Kielralle (Amaurornis isabellinus), Sulawesi
      - Philippinen-Kielralle (Amaurornis olivaceus), Philippinen
      - Rotsteiß-Kielralle (Amaurornis moluccanus), Australien, Neuguinea, Salomonen, Molukken
      - Weißbrust-Kielralle (Amaurornis phoenicurus), Süd-, Ost- und Südostasien

  - Tribus Zapornini
    - Rallina
      - Kastanienralle (Rallina rubra), Neuguinea
      - Strichelralle (Rallina leucospila), Neuguinea
      - Nymphenralle (Rallina forbesi), Neuguinea
      - Zyklopenralle (Rallina mayri), Neuguinea
      - Dreifarbenralle (Rallina tricolor), Neuguinea, Queensland
      - Andamanenralle (Rallina canningi), Andamanen
      - Malaienralle (Rallina fasciata), Südostasien
      - Hinduralle (Rallina eurizonoides), Süd- und Südostasien

    - Zapornia
      - Schwarzkielralle (Zapornia flavirostra), Afrika
      - Malegassenkielralle (Zapornia olivieri), Madagaskar
      - Zimtsumpfhuhn (Zapornia fusca), Süd-, Ost- und Südostasien
      - Mandarinsumpfhuhn (Zapornia paykullii), Ostasien
      - Zweifarben-Kielralle (Zapornia bicolor), Südostasien
      - Braunbauch-Kielralle (Zapornia akool), Süd- und Ostasien
      - Zwergsumpfhuhn (Zapornia pusilla), Eurasien, Afrika, Australien
      - † St.-Helena-Sumpfhuhn (Zapornia astrictocarpus), St. Helena
      - Kleines Sumpfhuhn (Zapornia parva), Eurasien
      - Südseesumpfhuhn (Zapornia tabuensis), Philippinen, Neuguinea, Australien, ozeanische Inseln
      - † Kosrae-Sumpfhuhn (Zapornia monasa), Kosrae
      - † Miller-Sumpfhuhn (Zapornia nigra), Tahiti
      - Tuamotusumpfhuhn (Zapornia atra), Henderson
      - † Laysan-Ralle (Zapornia palmeri), Laysan
      - † Hawaiiralle (Zapornia sandwichensis), Hawaii
- Unterfamilie Rallinae
  - Tribus Rallini
    - Canirallus
      - Augenralle (Canirallus oculeus), Afrika

    - Rallus
      - Klapperralle (Rallus longirostris), Nord-, Mittel- und Südamerika
      - Königsralle (Rallus elegans), Nordamerika
      - Wetmoreralle (Rallus wetmorei), Venezuela
      - Virginiaralle (Rallus limicola), Nordamerika
      - Bogotaralle (Rallus semiplumbeus), Kolumbien
      - Magellanralle (Rallus antarcticus), Patagonien
      - Wasserralle (Rallus aquaticus), Eurasien, Nordafrika
      - Kapralle (Rallus caerulescens), Afrika
      - Madagaskarralle (Rallus madagascariensis), Madagaskar

    - Rougetius
      - Rougetralle (Rougetius rougetii), Äthiopien, Eritrea

    - Crecopsis
      - Savannenralle (Crecopsis egregia), Afrika südlich der Sahara

    - Dryolimnas
      - Cuvier-Ralle (Dryolimnas cuvieri), Madagaskar, Aldabra
      - † Réunion-Ralle (Dryolimnas augusti), Réunion

    - Crex
      - Wachtelkönig (Crex crex), Eurasien

    - Aramidopsis
      - Schnarchralle (Aramidopsis plateni), Sulawesi

    - Lewinia
      - Luzonralle (Lewinia mirificus), Luzon
      - Krickralle (Lewinia pectoralis), Australien, Neuguinea
      - Auckland-Ralle (Lewinia muelleri), Aucklandinseln
      - Graubrustralle (Lewinia striata), Süd- und Südostasien

    - Aptenorallus
      - Calayan-Ralle (Aptenorallus calayanensis), Calayan

    - Habroptila
      - Trommelralle (Habroptila wallacii), Halmahera

    - Gallirallus
      - Wekaralle (Gallirallus australis), Neuseeland

    - Cabalus
      - Pelzralle (Cabalus lafresnayanus), Neukaledonien
      - † Chatham-Ralle (Cabalus modestus), Chathaminseln

    - Eulabeornis
      - Kastanienbauchralle (Eulabeornis castaneoventris), Australien

    - Hypotaenidia
      - † Dieffenbach-Ralle (Hypotaenidia dieffenbachii), Chathaminseln
      - Bartralle (Hypotaenidia insignis), Neubritannien
      - Okinawa-Ralle (Hypotaenidia okinawae), Okinawa
      - Guamralle (Hypotaenidia owstoni), Guam
      - † Rotschnabelralle (Hypotaenidia pacifica), Tahiti
      - Bindenralle (Hypotaenidia philippensis), Philippinen, östl. Indonesien, Australien, Neuseeland, ozeanische Inseln x
      - Fidschi-Ralle (Hypotaenidia poecilopterus), Fidschi
      - Roviana-Ralle (Hypotaenidia rovianae), Salomonen
      - Waldralle (Hypotaenidia sylvestris), Lord-Howe-Insel
      - Zebraralle (Hypotaenidia torquata), Philippinen, Sulawesi, Neuguinea
      - † Wake-Ralle (Hypotaenidia wakensis), Wake
      - Salomonenralle (Hypotaenidia woodfordi), Salomonen

  - Tribus Pardirallini
    - Amaurolimnas
      - Einfarbralle (Amaurolimnas concolor), Südamerika
        - † Jamaika-Waldralle (Amaurolimnas concolor concolor), Jamaika

    - Aramides
      - Küstenralle (Aramides mangle), Brasilien
      - Braunkappenralle (Aramides axillaris), Süd- und Mittelamerika
      - Cayenneralle (Aramides cajaneus), Süd- und Mittelamerika
      - Galeriewaldralle (Aramides ypecaha), Südamerika
      - Schieferbrustralle (Aramides saracura), Südamerika
      - Rotflügelralle (Aramides calopterus), Südamerika
      - Esmeraldaralle (Aramides wolfi), Südamerika
      - Rotnackenralle (Aramides albiventris), Costa Rica, Mexico

    - Mustelirallus
      - Weißkehl-Sumpfhuhn (Mustelirallus albicollis), Südamerika
      - Goldschnabel-Sumpfhuhn (Mustelirallus erythrops), Südamerika

    - Neocrex
      - Kolumbien-Sumpfhuhn (Neocrex colombianus), Südamerika

    - Pardirallus
      - Fleckenralle (Pardirallus maculatus), Süd- und Mittelamerika
      - Dunkelralle (Pardirallus nigricans), Südamerika
      - Grauralle (Pardirallus sanguinolentus), Südamerika

  - Tribus incertae sedis
    - Cyanolimnas
      - Kubaralle (Cyanolimnas cerverai), Kuba
- Unterfamilie incertae sedis
  - † Aphanapteryx
    - † Mauritius-Ralle (Aphanapteryx bonasia), Mauritius

  - † Aphanocrex
    - † St.-Helena-Ralle (Aphanocrex podarces), St. Helena

  - † Diaphorapteryx
    - † Hawkins-Ralle (Diaphorapteryx hawkinsi), Chathaminseln

  - † Erythromachus
    - † Leguats Sumpfhuhn (Erythromachus leguati), Rodrigues

  - † Hovacrex
    - † Hovacrex roberti, Madagaskar

  - † Mundia
    - † Ascension-Ralle (Mundia elpenor), Ascension

## Rallen und Menschen

### Nutzung

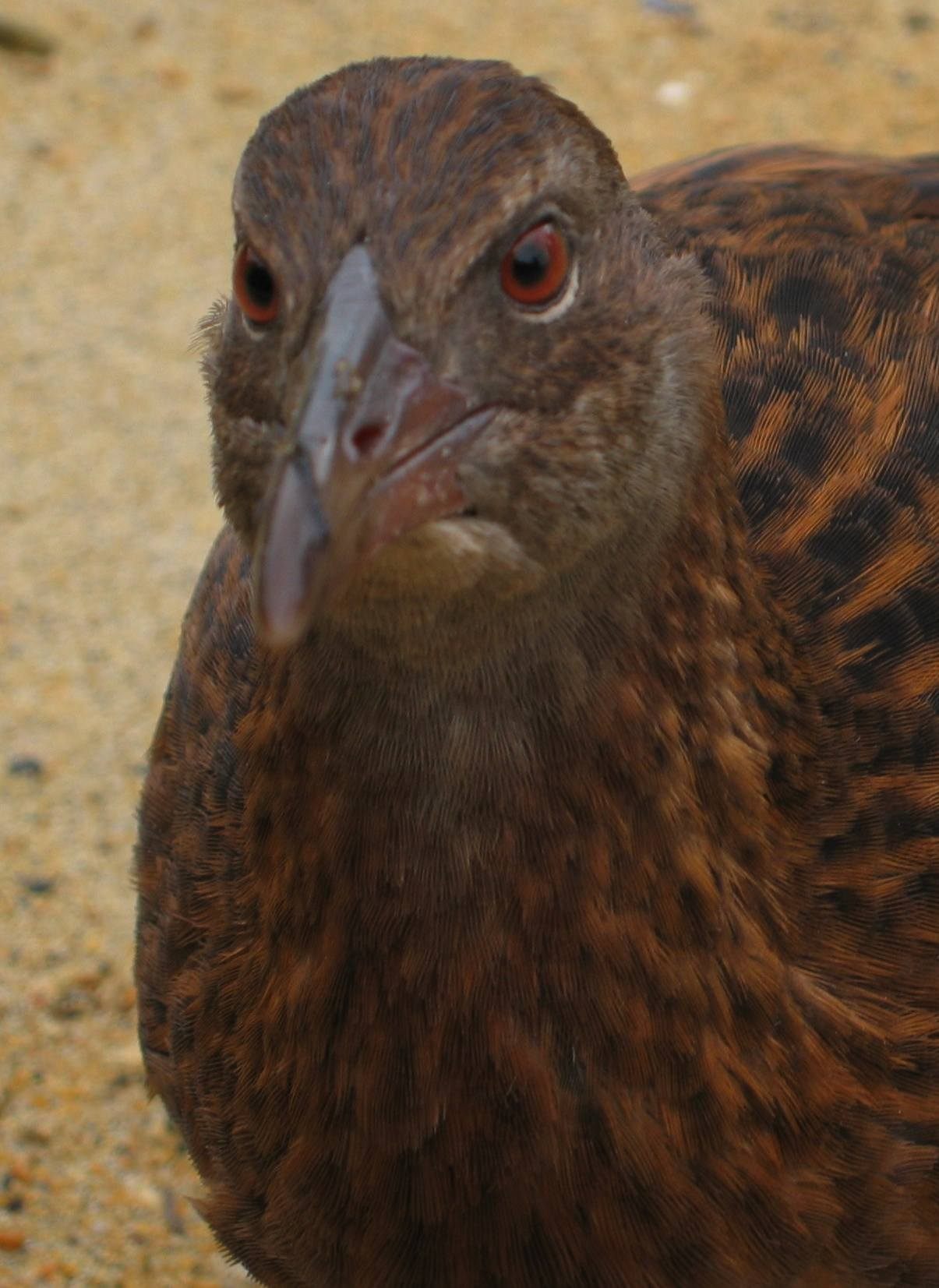
Die Wekaralle wird in Neuseeland teilweise als Schädling angesehen

Trotz ihres Artenreichtums und ihrer Vielfalt sind die meisten Rallen keine sonderlich bekannten Vögel und haben wirtschaftlich höchstens eine lokale Bedeutung. In vielen Teilen der Welt werden Rallen bejagt. Die weniger versteckt lebenden Arten, vor allem Blässhühner, stehen dabei besonders unter Jagddruck. Das Blässhuhn wurde in der Vergangenheit in Europa und Nordamerika in großer Zahl geschossen; dabei stand allerdings der „Sport“ im Vordergrund und nicht die Nutzung von Fleisch oder Federn. In Zentralasien werden dagegen Blässhühner gejagt und gegessen. In der Vergangenheit wurde mit Hunden auch Wasserrallen und Wachtelkönigen nachgespürt, diese wurden ebenfalls gegessen. Heute spielen Rallen zumindest in Europa und Nordamerika auf dem Speiseplan von Menschen keine Rolle mehr. Die Eier von Rallen werden regional gesammelt und gegessen; üblich ist dies zum Beispiel bei asiatischen Teichhuhnpopulationen oder bei den Nestern des südamerikanischen Riesenblässhuhns.
Ernsthafte Versuche, Rallen zu domestizieren, hat es wohl nie gegeben. Allerdings gibt es regional Fälle, in denen Rallen halbzahm gehalten werden. Dies trifft für die südamerikanische Ypecaharalle oder die auf den Kokosinseln beheimatete Unterart der Bindenralle zu. Der Wasserhahn wird in Bangladesch für Hahnenkämpfe eingesetzt.
Als Schädlinge werden Rallen betrachtet, die in Feldern einfallen und dort die Kulturpflanzen fressen. Das Purpurhuhn in Südasien und das Zwergsultanshuhn in Südamerika sollen vor allem in Reisfeldern problematisch werden. Ein Sonderfall ist die neuseeländische Wekaralle, die Menschen als Kulturfolger in die Städte und Dörfer folgt und hier Hühner und Enten tötet.

### Bedrohung und Schutz
Eine ungewöhnlich große Zahl von Rallenarten ist in historischer Zeit ausgestorben. Das liegt vor allem daran, dass viele Rallen Inselendemiten geworden sind und die Flugfähigkeit verloren haben. Nachdem Menschen auf den von ihnen bewohnten Inseln Hunde, Katzen und Ratten einschleppten, waren die Populationen rasch ausgestorben. Im Falle der Laysanralle war die Einführung von Wildkaninchen ursächlich; die Kaninchen fraßen das Gras so weit ab, dass die vormals häufige Ralle keine Nistgelegenheit mehr fand und ausstarb. Auch von den noch existierenden flugunfähigen Rallen ist die Mehrzahl bedroht.
Weitere Rallenarten sind durch Veränderung ihrer Lebensräume bedroht. Vor allem Bewohner von Sumpfwäldern mit kleinen Verbreitungsgebieten wie die Wetmoreralle und die Kubaralle sind hiervon betroffen.
Manche Rallen wurden durch intensive Schutzmaßnahmen vor dem Aussterben bewahrt. Dies gilt für die Takahē Neuseelands, die zwischenzeitlich als ausgestorben galt; nach der Wiederentdeckung wurden Teile der Populationen auf kleine Inseln vor der Küste umgesiedelt, die zuvor von Ratten und Katzen befreit worden waren. Die Guamralle ist auf Guam durch die eingeschleppte Braune Nachtbaumnatter ausgerottet worden, wurde aber in einem Schutzprogramm in mehreren Zoos in den USA gezüchtet und schließlich auf der Insel Rota ausgesetzt, wo sie nun erfolgreich brütet; da diese Insel aber nicht das natürliche Verbreitungsgebiet der Guamralle ist, gilt die Art weiterhin als in der Wildnis ausgestorben.